# Première guerre égypto-ottomane
Guerres égypto-ottomanes
La première guerre égypto-ottomane est un conflit qui oppose l'Égypte de Méhémet Ali alors sous domination ottomane, à l'Empire ottoman entre 1831 et 1833.

## Historique

### Casus belli
Méhémet Ali avait envoyé son armée soutenir les troupes ottomanes lors de la guerre d'indépendance grecque et encore deux années plus tard durant la guerre contre la Russie en 1829. 
Il n'avait cependant pas reçu ce qui lui avait été promis, le gouvernement de la Grande Syrie.

### Déroulement
L'armée égyptienne sous le commandement de son fils Ibrahim Pacha entra en Syrie et conjointement la flotte égyptienne, commandée par Ibrahim Yakan débarqua un corps de troupe à Jaffa. Divers combats s'ensuivirent : le 14 avril Ibrahim Pacha défit l'armée ottomane au sud d'Homs. Après la prise D'Acre, il occupa Damas le 14 juin 1832. Il remporta une nouvelle victoire près de Homs le 8 juillet et occupa la ville le lendemain, puis Alep le 17 et Antioche le 28. Après une nouvelle victoire le 29 juillet à la passe de Beilan sur les forces commandées par Hussein Pacha, les troupes égyptiennes s'arrêtent le 31 à Tarse et Adana.
En réponse le Sultan réunit une nouvelle armée de 80 000 hommes sous le commandement du grand vizir Reshid Pacha, elle fut défaite le 21 décembre 1832 à la bataille de Konya ce qui eut pour résultat d'ouvrir la route vers Constantinople. En février, l'Empire ottoman signait avec l'Empire russe une alliance défensive.

### Intervention franco-britannique
De fortes pressions diplomatiques, puis la menace d'une intervention amenèrent l'Égypte à ralentir son avance puis à entrer en pourparlers.

## Résultats

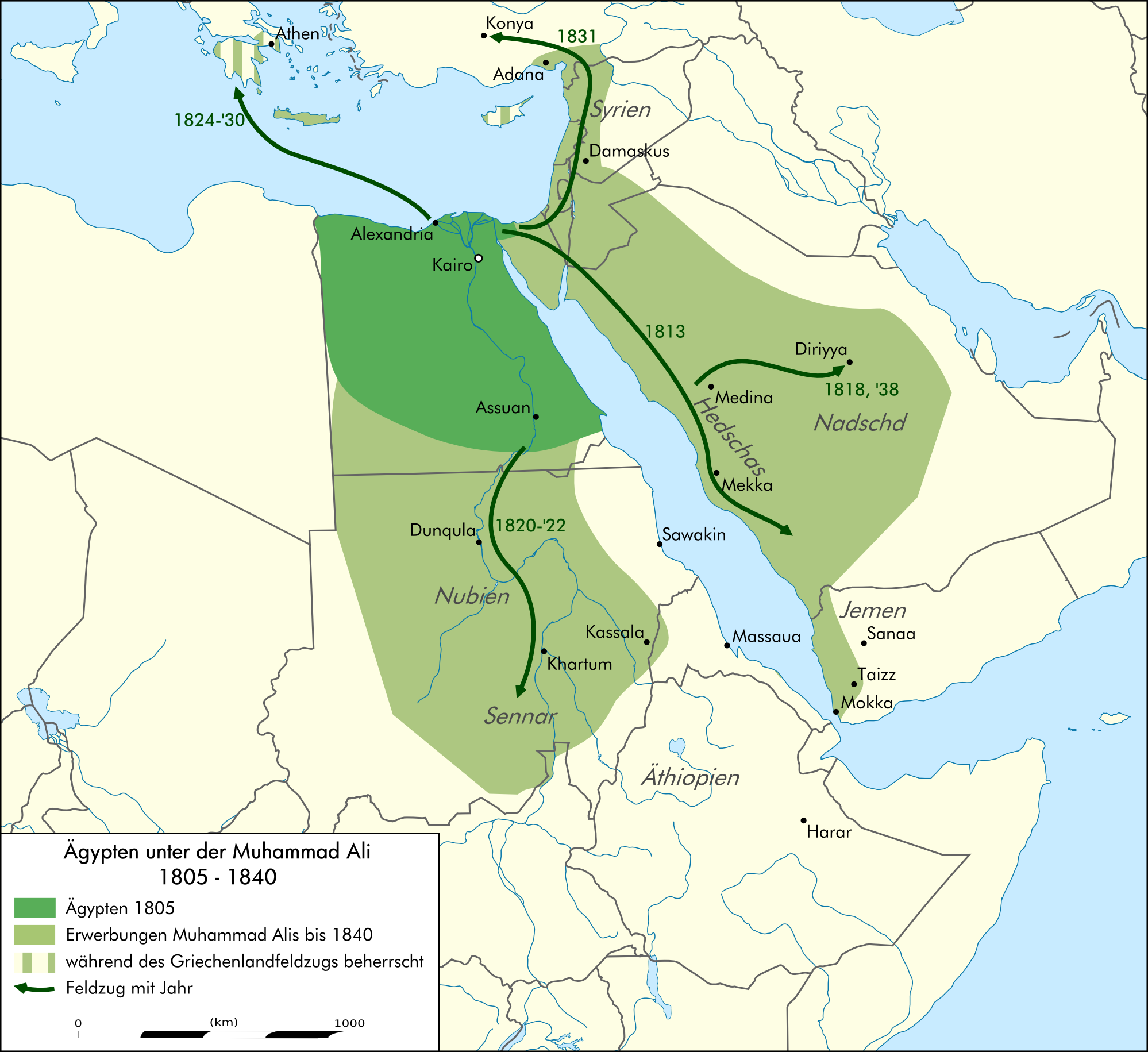
En vert clair les territoires acquis sous le règne de Méhémet Ali, avant 1839.

La signature de la convention de Kütahya de mai 1833 donnait à l'Égypte l'ensemble de la Syrie ottomane avec la Cilicie (eyalet d'Adana), Méhémet Ali devenant gouverneur général de ces deux provinces. L'Empire ottoman, humilié par sa défaite contre l'Égypte et par la signature du traité d'Unkiar-Skelessi avec l'Empire russe, tentera de prendre sa revanche lors de la deuxième guerre égypto-ottomane en 1839.